# Nos enfants nous accuseront
Pour plus de détails, voir Fiche technique et Distribution.
Nos enfants nous accuseront est un  documentaire français sorti en novembre 2008 écrit et réalisé par Jean-Paul Jaud, présenté à la presse à Cannes le 22 mai 2008. Le thème central est l'empoisonnement des aliments par les toxines (pesticides, fongicides, engrais, etc.) de la chimie agricole, développé à travers le cas d'une école.

## Synopsis
Nos enfants nous accuseront raconte l'initiative du maire de Barjac, une municipalité du Gard, qui décide de faire passer la cantine scolaire à l'alimentation biologique.
Enfants, parents, enseignants, paysans, élus, des scientifiques et chercheurs livrent leurs sensations, leurs analyses, leurs angoisses, leurs colères, les fruits de leurs travaux. Chacun raconte son expérience, dénonce des abus, pose des problèmes, esquisse des réponses.

## Fiche technique
- Réalisation : Jean-Paul Jaud
- Musique : Gabriel Yared
- Production : J+B Séquences (Béatrice Jaud et Jean-Paul Jaud)
- Genre : documentaire
- Date de sortie cinéma : 5 novembre 2008
- Date de sortie DVD : 26 octobre 2009

## Distribution
- Édouard Chaulet, maire de Barjac et conseiller général du canton de Barjac
- Marie-Pierre Brusselle, enseignante de l'école primaire de Barjac
- Michel Pastouret, viticulteur bio
- Périco Légasse, journaliste
- Nicolas Hulot
- Jean-Louis Borloo
- Ségolène Royal

## Réactions
Le film a été salué par une partie de la presse et a suscité de nombreux articles dans la presse généraliste,,,.